# Tarazed
Tarazed (a volte Reda; γ Aquilae / γ Aql / Gamma Aquilae) è la seconda stella più brillante della costellazione dell'Aquila (data la magnitudine apparente di 2,72), dopo Altair (α Aquilae). Il suo nome sembra derivare dal persiano شاهين ترازو šāhin tarāzu il "giogo della bilancia", riferendosi a un asterismo detto la "Bilancia" e formato da α, β e γ Aquilae. Dal persiano šāhīn, che significa "falco reale", "raggio" e "bacchetta", è derivato il nome ("falco") di β Aquilae.

## Osservazione

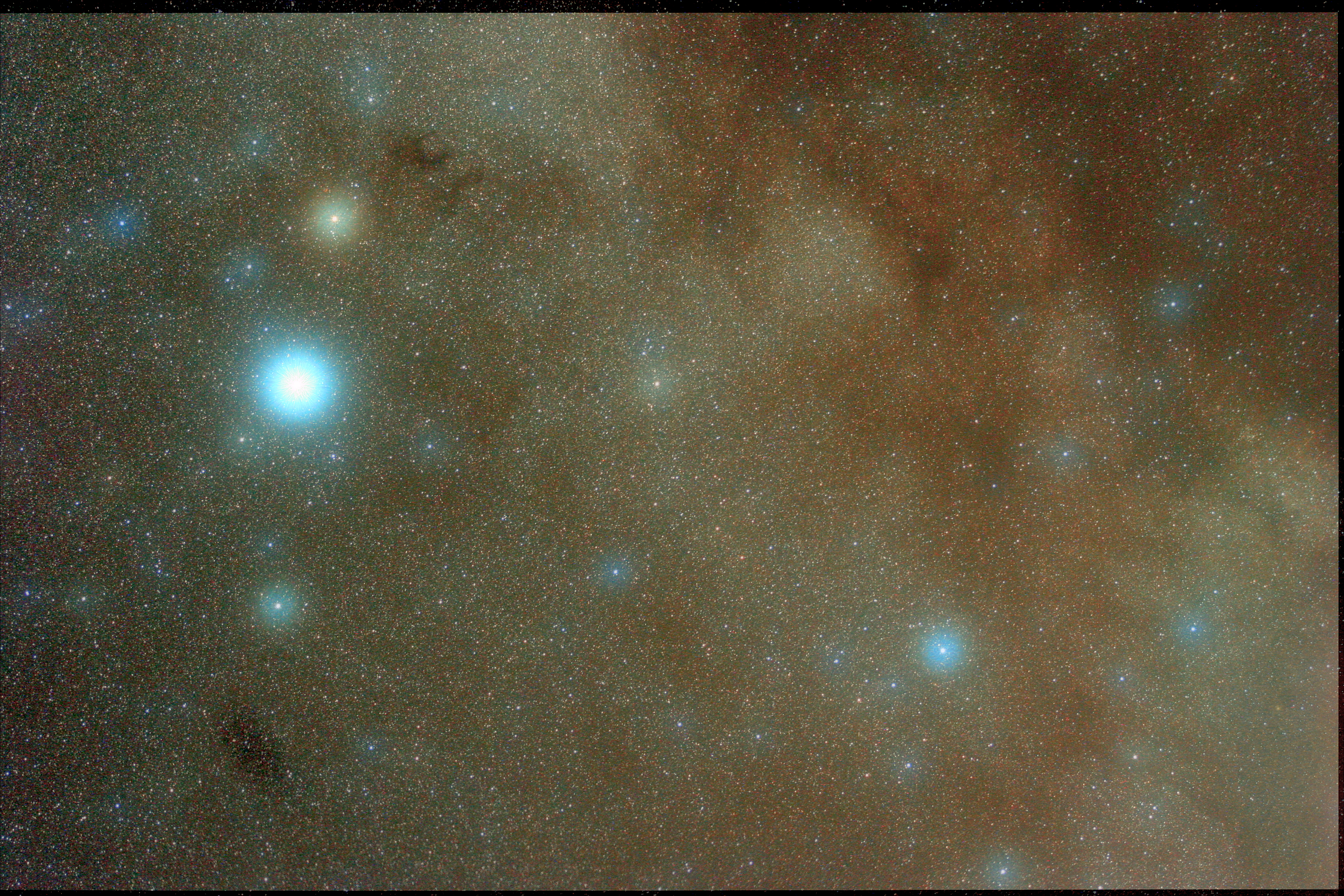
In questo campo stellare che mostra molte stelle della costellazione dell'Aquila, è facilmente riconoscibile l'asterismo formato da Altair, Tarazed (di colore giallo) e Alshain.

Si tratta di una stella situata nell'emisfero celeste boreale; grazie alla sua posizione non fortemente boreale, può essere osservata dalla gran parte delle regioni della Terra, sebbene gli osservatori dell'emisfero nord siano più avvantaggiati. Nei pressi del circolo polare artico appare circumpolare, mentre resta sempre invisibile solo in prossimità dell'Antartide. La sua magnitudine pari a 2,72 fa sì che possa essere scorta anche dai piccoli centri urbani moderatamente affetti dall'inquinamento luminoso.
Il periodo migliore per la sua osservazione nel cielo serale ricade nei mesi compresi fra fine giugno e novembre; da entrambi gli emisferi il periodo di visibilità rimane indicativamente lo stesso, grazie alla posizione della stella non lontana dall'equatore celeste.

## Caratteristiche fisiche
Si tratta di una stella gigante brillante di classe spettrale K3, che le conferisce una colorazione arancio-giallastra per via della temperatura effettiva piuttosto "bassa", circa 4100 K. Il suo diametro è approssimativamente pari a 0,5 UA, se fosse al posto del Sole si estenderebbe al di là dell'orbita di Venere ed occuperebbe 60º del cielo visto dalla Terra. Il suo diametro angolare rilevabile misura 0,0075 arcosecondi e si trova approssimativamente, dopo la riduzione dei dati del satellite Hipparcos, a 394 anni luce dalla Terra.
Nonostante sia una stella di età inferiore a quella del Sole (ha infatti circa 100 milioni di anni), Gamma Aquilae si trova in una fase avanzata della sua esistenza, in quanto nel suo nucleo ha luogo la fusione dell'elio in carbonio.
Tarazed è una stella doppia; la sua compagna, denominata γ Aquilae B, ha magnitudine 10,7 ed è separata dalla primaria di 133".